# Carnival Breeze

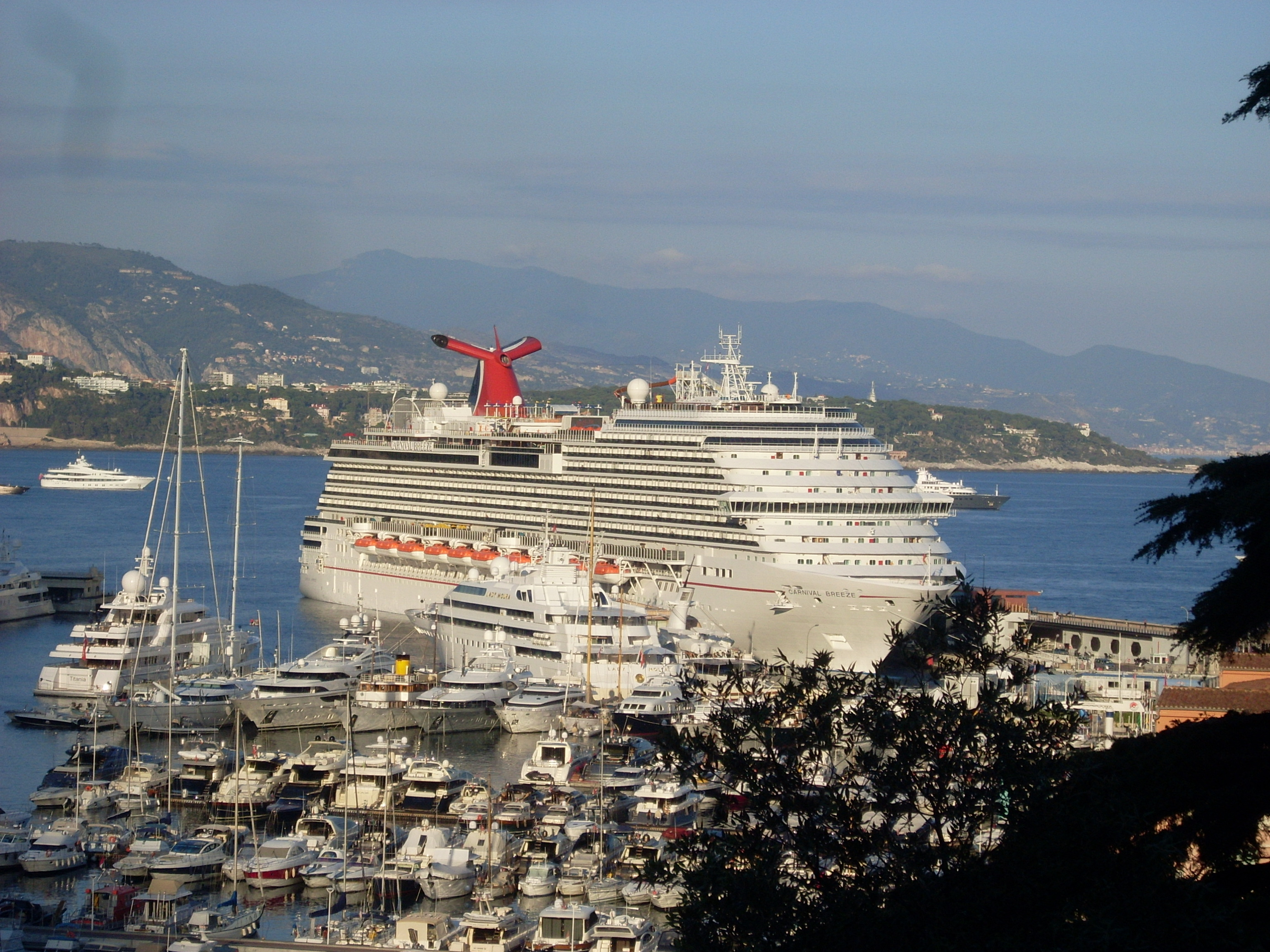
Carnival Breeze a Monaco nel 2011 con la vecchia livrea.

Carnival Breeze è una nave da crociera di proprietà della Carnival Cruise Line, entrata in servizio nel giugno 2012. La sua nave gemella, Carnival Dream è entrata in servizio il 21 settembre 2009 e Carnival Magic il 1º maggio 2011. Salpando da Barcellona e Venezia per il Mediterraneo e da Miami ai Caraibi e Bahama.
Fu la prima nave della compagnia ad aver a bordo il programma completo del Fun Ship 2 (programma d'intrattenimento).
Nel 2014 è stato aggiunta una nuova antenna e un generatore di emergenza esterno.

## Navi gemelle
- Carnival Dream
- Carnival Magic
- Costa Diadema